# Campionati europei di tiro da 10 metri 2013
I Campionati europei di tiro da 10 metri 2013 sono stati la 44ª edizione della competizione organizzata dalla Federazione europea di tiro. Si sono svolti dal 26 febbraio al 2 marzo 2013 a Odense, in Danimarca.

## Calendario
| Data        | Ora (UTC+1) | Finale                                                     |
| ----------- | ----------- | ---------------------------------------------------------- |
| 27 febbraio | 16:40       | Bersaglio mobile uomini                                    |
| 27 febbraio | 17:40       | Bersaglio mobile donne                                     |
| 1º marzo    | 11:15       | Pistola donne                                              |
| 1º marzo    | 12:30       | Bersaglio mobile misto uomini Bersaglio mobile misto donne |
| 1º marzo    | 13:45       | Carabina uomini                                            |
| 2 marzo     | 12:15       | Pistola uomini                                             |
| 2 marzo     | 14:00       | Carabina donne                                             |
| 2 marzo     | 16:45       | Carabina 50 mista Pistola 50 mista                         |

## Podi

### Uomini
| Evento                           | Oro                                                          | Punti                  | Argento                                                      | Punti         | Bronzo                                                       | Punti           |
| Carabina                         | Sergey Richter                                               | 207,3                  | Vital' Bubnovič                                              | 205,9         | Juho Kurki                                                   | 182,1           |
| Carabina a squadre               | Italia Niccolò Campriani Simone Tressoldi Marco De Nicolo    | 1872,5                 | Russia Konstantin Prichodčenko Sergej Kruglov Denis Sokolov  | 1867,9        | Bielorussia Illja Čarhejka Vital' Bubnovič Jurij Ščarbacėvič | 1866,2          |
| Pistola                          | Leonid Ekimov                                                | 199,2                  | Anton Gur'janov                                              | 198,6         | Pablo Carrera                                                | 177,2           |
| Pistola a squadre                | Russia Anton Gur'janov Leonid Ekimov Vladimir Isakov         | 1734                   | Serbia Andrija Zlatić Damir Mikec Dimitrije Grgić            | 1732          | Ucraina Denys Kušnirov Oleh Omel'čuk Viktor Bankin           | 1730            |
| Bersaglio mobile                 | Vladyslav Prjanišnikov                                       | Vladyslav Prjanišnikov | Łukasz Czapla                                                | Łukasz Czapla | Emil Martinsson                                              | Emil Martinsson |
| Bersaglio mobile a squadre       | Finlandia Sami Heikkila Krister Holmberg Tomi-Pekka Heikkila | 1727                   | Russia Maksim Stepanov Michail Azarenko Dmitrij Lykin        | 1717          | Ucraina Vladyslav Prjanišnikov Oleksandr Zinenko Jehor Čyrva | 1710            |
| Bersaglio mobile misto           | Emil Martinsson                                              | 385                    | Vladyslav Prjanišnikov                                       | 384           | Maksim Stepanov                                              | 383             |
| Bersaglio mobile misto a squadre | Finlandia Sami Heikkila Tomi-Pekka Heikkila Krister Holmberg | 1131                   | Ucraina Vladyslav Prjanišnikov Jehor Čyrva Oleksandr Zinenko | 1130          | Russia Maksim Stepanov Michail Azarenko Dmitrij Lykin        | 1128            |

### Donne
| Evento                           | Oro                                                    | Punti            | Argento                                                         | Punti           | Bronzo                                                                 | Punti           |
| Carabina                         | Lisa Ungerank                                          | 208,3            | Martina Pica                                                    | 206,3           | Živa Dvoršak                                                           | 185,9           |
| Carabina a squadre               | Italia Martina Pica Petra Zublasing Sabrina Sena       | 1242,9           | Germania Jessica Mager Maren Prediger Beate Gauß                | 1241,9          | Austria Lisa Ungerank Olivia Hofmann Regina Time                       | 1240,9          |
| Pistola                          | Céline Goberville                                      | 201,5            | Marija Marović                                                  | 198,3           | Viktoryja Čajka                                                        | 178,2           |
| Pistola a squadre                | Serbia Bobana Veličković Zorana Arunović Jasna Šekarić | 1134             | Ucraina Oksana Kamins'ka Olena Kostevyč Inna Klymenko           | 1133            | Germania Munkhbayar Dorjsuren Claudia Verdicchio-Krause Sandra Hornung | 1130            |
| Bersaglio mobile                 | Galyna Avramenko                                       | Galyna Avramenko | Ol'ga Stepanova                                                 | Ol'ga Stepanova | Julija Ejdenzon                                                        | Julija Ejdenzon |
| Bersaglio mobile a squadre       | Russia Ol'ga Stepanova Julija Ejdenzon Irina Izmalkova | 1127             | Ucraina Galyna Avramenko Kateryna Samohina Viktorija Rybovalova | 1110            | Germania Daniela Vogelbacher Julie Kirr Claudia Klötzl                 | 1058            |
| Bersaglio mobile misto           | Galyna Avramenko                                       | 381              | Irina Izmalkova                                                 | 378             | Daniela Vogelbacher                                                    | 374             |
| Bersaglio mobile misto a squadre | Russia Irina Izmalkova Julija Ejdenzon Ol'ga Stepanova | 1115             | Ucraina Galyna Avramenko Viktorija Rybovalova Kateryna Samohina | 1096            | Germania Daniela Vogelbacher Julie Kirr Claudia Klötzl                 | 1052            |

### Misti
| Evento      | Oro                                     | Argento                              | Bronzo                               |
| Carabina 50 | Francia Sandy Morin Valérian Sauveplane | Russia Dar'ja Vdovina Sergej Kruglov | Austria Lisa Ungerank Bernhard Pickl |
| Pistola 50  | Germania Christian Reitz Sandra Hornung | Serbia Damir Mikec Zorana Arunović   | Ucraina Oleh Omel'čuk Olena Kostevyč |

## Medagliere
| Pos.   | Paese       | Oro | Argento | Bronzo | Totale |
| ------ | ----------- | --- | ------- | ------ | ------ |
| 1      | Russia      | 4   | 6       | 3      | 13     |
| 2      | Ucraina     | 3   | 5       | 3      | 11     |
| 3      | Italia      | 2   | 1       | 0      | 3      |
| 4      | Finlandia   | 2   | 0       | 1      | 3      |
| 5      | Francia     | 2   | 0       | 0      | 2      |
| 6      | Serbia      | 1   | 2       | 0      | 3      |
| 7      | Germania    | 1   | 1       | 4      | 6      |
| 8      | Austria     | 1   | 0       | 2      | 3      |
| 9      | Svezia      | 1   | 0       | 1      | 2      |
| 10     | Israele     | 1   | 0       | 0      | 1      |
| 11     | Bielorussia | 0   | 1       | 2      | 3      |
| 12     | Croazia     | 0   | 1       | 0      | 1      |
| 12     | Polonia     | 0   | 1       | 0      | 1      |
| 14     | Slovenia    | 0   | 0       | 1      | 1      |
| 14     | Spagna      | 0   | 0       | 1      | 1      |
| Totale | Totale      | 18  | 18      | 18     | 54     |